# Akusztikus zene

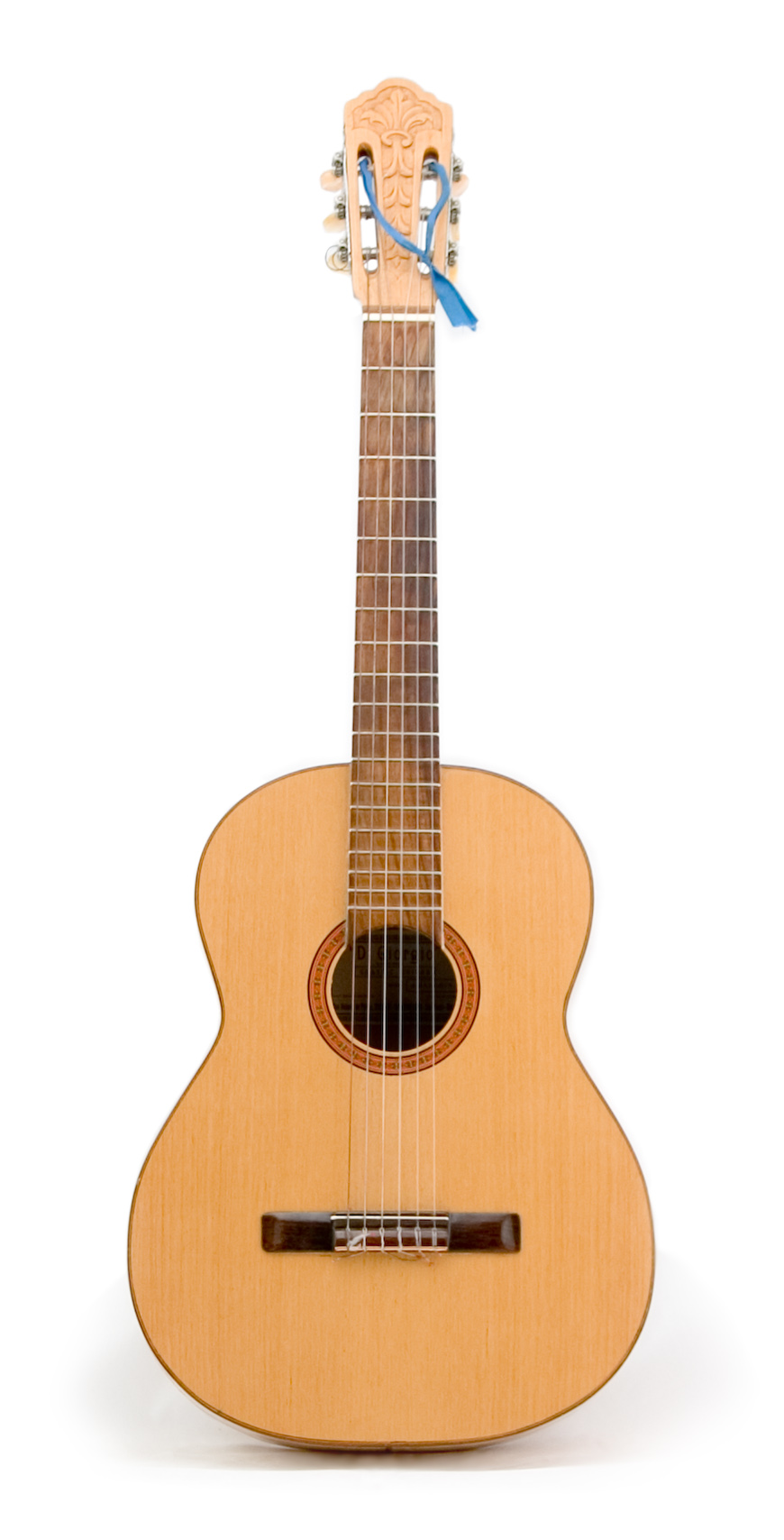
A klasszikus vagy spanyol gitár

Az akusztikus zene olyan zenei stílust foglal magába, mely kizárólag vagy legnagyobb mértékben olyan hangszereket használ, melyek akusztikus hangzást bocsátanak ki, és nem elektromos vagy elektronikus zenét. A "retronim" akusztikus zene az olyan elektromos hangszerek érkezésével jelent meg, mint az elektromos gitár, elektromos hegedű, elektromos zongora és a szintetizátor.
Az akusztikus zenei előadók gyakran erősítik fel a kiadott hangerőt elektronikus erősítőkkel. Gyakran mikrofont is elhelyeznek az akusztikus hangszer elé, ami még erősítőhöz is kötve van. Azonban ezek az erősítő berendezések elkülönülnek az erősített hangszerektől, és használatuktól megmarad a hang természetessége.
Az 1990-es években az MTV Unplugged című televíziós műsor növekvő népszerűségének következtében azokat az előadókat vagy előadásmódot, akik általában akusztikus előadásokkal léptek fel, unpluggednak (magyarul: csatlakozás nélküli) kezdték nevezni.